# Aletheia/Signal
《Aletheia/Signal》是日本雙人女子音樂组合ClariS的第21張單曲，於2020年3月4日由SACRA MUSIC（Sony Music Entertainment子公司）發售。

## 解説
距離上一部作品《CheerS》的發行時隔一年半。這也是為ClariS首張雙A面單曲，同名主打歌「Aletheia」是電視動畫《魔法紀錄 魔法少女小圓外傳》的片尾曲，「Signal」是該作原作遊戲的第2部《集結的百禍篇》的印象歌曲。「Signal」曾於2019年8月14日發行，本專輯為首次CD收錄。「Aletheia」也曾於2020年2月9日進行了先行配信。
銷售形式分為初回生產限定盤（VVCL-1610/1）、通常盤（VVCL-1612）、期間生產限定盤（VVCL-1613/4）3種。初回生產限定盤收錄了ClariS首次扮演原創故事的廣播劇CD。期間生產限定盤附帶收錄電視動畫《魔法紀錄 魔法少女小圓外傳》的非播放版的片尾曲影片DVD。初回生產限定盤和通常盤收錄了同名主打歌的intumental（純音樂），期間生產限定盤則收錄了「Aletheia」電視長度版混合曲，以及「Signal」遊戲長度版混合曲。期間生產限定盤的包裝是《魔法紀錄 魔法少女小圓外傳》的主角－環彩羽姊妹的插圖。
曲名「Aletheia」意為「真實」（希臘文），對應TrySail演唱之「Gomakashi」意為「蒙蔽」（日文）。兩者分別是《魔法紀錄 魔法少女小圓外傳》的片尾、片頭曲。

## 收錄曲

### 初回生產限定盤・通常盤
| CD單曲   | CD單曲           | CD單曲            | CD單曲            | CD單曲 |
| 曲序     | 曲目             |                   | 作曲              | 时长   |
| -------- | ---------------- | ----------------- | ----------------- | ------ |
| 1.       |                  | 毛蟹（LIVE LAB.） | 毛蟹（LIVE LAB.） | 3:50   |
| 2.       |                  | 磯谷佳江          | 小野貴光          | 3:44   |
| 3.       |                  | ClariS            | 宮永治郎          | 3:29   |
| 4.       | （Instrumental） |                   |                   | 3:50   |
| 5.       | （Instrumental） |                   |                   | 3:43   |
| 总时长： | 总时长：         | 总时长：          | 总时长：          | 18:36  |

| 曲序 | 曲目 | 时长  |
| ---- | ---- | ----- |
| 1.   |      | 22:20 |

### 期間生產限定盤
| CD單曲   | CD單曲       | CD單曲 |
| 曲序     | 曲目         | 时长   |
| -------- | ------------ | ------ |
| 1.       |              | 3:50   |
| 2.       |              | 3:44   |
| 3.       |              | 3:29   |
| 4.       | （TV MIX）   | 1:33   |
| 5.       | （GAME MIX） | 1:32   |
| 总时长： | 总时长：     | 14:08  |

| DVD  | DVD  |
| 曲序 | 曲目 |
| ---- | ---- |
| 1.   |      |

## 外部連結
- ClariS | Official Site（页面存档备份，存于）
- Sony Music Entertainment官方網站的歌曲介紹頁面
  - 初回生產限定盤（页面存档备份，存于）
  - 通常盤（页面存档备份，存于）
  - 期間生產限定盤（页面存档备份，存于）